# Lord strażnik Wielkiej Pieczęci Szkocji
Lord strażnik Wielkiej Pieczęci (en. Lord Keeper of the Great Seal) – szkocki urzędnik państwowy, jeden z wielkich urzędników Korony, opiekun Wielkiej Pieczęci Szkocji (en. Great Seal of Scotland, ga. Seala Mòr na h-Alba).

## Lista Lordów Strażników
- 1514 – Gavin Douglas
- 1525 – Gavin Dunbar
- 1558 – John Lyon, 8. lord Glamis
- 1657–1660 – Samuel Disbrowe
- 1708–1713 – Hugh Campbell, 3. hrabia Loudoun
- 1713–1714 – James Ogilvy, 4. hrabia Findlater
- 1714–1716 – William Johnstone, 1. markiz Annandale
- 1716–1733 – James Graham, 1. książę Montrose
- 1733–1761 – Archibald Campbell, 3. książę Argyll
- 1761–1763 – Charles Douglas, 3. książę Queensberry
- 1763–1764 – James Murray, 2. książę Atholl
- 1764–1794 – Hugh Hume-Campbell, 3. hrabia Marchmont
- 1794–1806 – Alexander Gordon, 4. książę Gordon
- 1806–1807 – James Maitland, 8. hrabia Lauderdale
- 1807–1827 – Alexander Gordon, 4. książę Gordon
- 1827–1828 – George Campbell, 6. książę Argyll
- 1828–1830 – George Gordon, 5. książę Gordon
- 1830–1840 – George Campbell, 6. książę Argyll
- 1840–1841 – John Dalrymple, 8. hrabia Stair
- 1841–1846 – John Campbell, 7. książę Argyll
- 1846–1852 – John Dalrymple, 8. hrabia Stair
- 1852–1853 – Dunbar Douglas, 6. hrabia Selkirk
- 1853–1858 – Cospatrick Home, 11. hrabia Home
- 1858–1859 – Dunbar Douglas, 6. hrabia Selkirk
- 1885–1997 – patrz: ministrowie ds. Szkocji
- 1997- patrz: pierwsi ministrowie Szkocji